# 橋本長兵衛
橋本 長兵衛（はしもと ちょうべい、初代: 生没不詳、二代目: 生年不明 - 1647年、三代目: 生没不詳）は、江戸時代の日本画家（浮世絵師）の名跡。越前敦賀において鷹の絵を書き長兵衛鷹絵として珍重されていた。

## 作品
敦賀には江戸時代の初期に三代にわたる鷹絵師がおり、「長兵衛鷹」「敦賀鷹」として珍重されていた。

### 初代
初代の橋本長兵衛の生没年は定かではないが、元々は鷹匠であったともいわれる。最近の研究で戦国時代の出羽比内郡（現・秋田県北部）の浅利氏一門の武将・浅利政吉（あさり まさよし）（後に浅利牛欄と呼称される人物）ではないかと考えられている。
比内郡八木橋城主の金介（政吉）は鷹飼の技に長け、天正7年（1579年）頃までは比内郡を出奔して上洛したと伝えられ、天正10年（1582年）頃は織田信長の七男・織田信高に鷹匠として勤仕（秋田藩家蔵文書）、続いて信長の娘婿・蒲生氏郷に追随して会津に移り、鷹匠頭を任じられ鷹関連で全国を行脚する。鷹の詳細に精通して、その生態を活写した濃彩の作品を描いており、「架鷹図六曲屏風」（私立敦賀郷土博物館蔵）がその代表作といえる。慶長3年（1598年）に勃発した秋田安東氏と本氏比内浅利氏との争議で奔走し破れた浅利氏の一家衆を救うために尽力し、秋田横手に官途を得る。
彼の作品は安土を中心とした50km圏域に散在し、現在も数種の作品が現存する。秋田・岐阜・福井に顕著で重要文化財となった作品もある。
- 「架鷹図六曲屏風」敦賀市指定文化財（敦賀市立博物館所蔵）[1]

### 二代目
二代橋本長兵衛は、寛永13年（1636年）、小浜藩主・酒井忠勝が日光東照宮に奉納した鷹の絵の扁額と屏風を描いた人物として知られている。その鷹の絵の制作に当たっては十数回にわたり忠勝自身が細かな指示を江戸から国元の老臣に書き送っている。寛永12年5月16日付書状では、「鷹之絵屏風弐双分成程念を入書セ可申候、日光へ上ケ申候間、末代之事ニ候間、其段絵書ニ能申付書セ可申」と、特段の吟味を指示し、完成後の翌13年4月8日付では、「鷹之絵板十二枚無事ニ相届候、絵も一段能書申候」とその出来映えに満足している（「酒井忠勝書下」）。二代長兵衛は、このように老中の要職にあった主君忠勝の期待にこたえうるような技量の持主であったが、正保4年（1647年）に死去している。
- 「架鷹図奉納額」- 日光東照宮（寛永13年作）[1]
- 「鷹絵図屏風」- 日光東照宮[1]

## 展覧会
- 「企画展 幻の敦賀鷹画師・橋本長兵衛」2008年4月26日 - 6月1日 福井県敦賀市立博物館